# Heliocopris hermes
Heliocopris hermes là một loài bọ cánh cứng trong họ Bọ hung (Scarabaeidae).